# Odessa Rae
Odessa Rae, spesso accreditata come Jennifer Holmes (Calgary, 23 maggio 1982) è un'attrice e produttrice cinematografica canadese, vincitrice del Premio Oscar al miglior documentario.

## Biografia
Odessa Rae è nata a Calgary il 23 maggio 1982. Ha vissuto tra il Nord America, l'Asia e l'India. Successivamente, ha studiato all'Università di Toronto. Ha iniziato la sua carriera cinematografica come attrice in Giappone, recitando in alcuni film tra cui Paruko fikusho e Jenifa. Successivamente è apparsa in alcuni spot pubblicitari della Edwin assieme a Brad Pitt. Ha recitato in alcuni episodi di serie televisive come Chuck, E.R. - Medici in prima linea, Smallville e Rizzoli & Isles. Nel 2013, ha interpretato Danita nel film Comic Movie. Nel 2021, ha prodotto il documentario The Story Won't Die, distribuito su Amazon Prime. Nel 2022, ha prodotto il documentario Navalny, diretto da Daniel Roher, per il quale ha vinto il Premio Oscar al miglior documentario.

## Filmografia

### Attrice

#### Cinema
- Paruko fikushon, regia di Takuji Suzuki e Shinobu Yaguchi (2002)
- Jenifa, regia di Kenki Saegusa (2004)
- Hard Candy, regia di David Slade (2005)
- Stesso sogno (English as a Second Language), regia di Youssef Delara (2005)
- B.T.K. - Capitolo finale (B.T.K.), regia di Michael Feifer (2008)
- Ready or Not, regia di Sean Doyle (2009)
- Let the Game Begin, regia di Amit Gupta (2010)
- Man Without a Head, regia di Johnny Roc (2011)
- My Dog's Christmas Miracle, regia di Michael Feifer (2011)
- Gabe the Cupid Dog, regia di Michael Feifer (2012)
- Comic Movie (Movie 43), registi vari (2013)
- Asthma, regia di Jake Hoffman (2014)
- Always Worthy, regia di Marianna Palka (2015)
- Hangman - Il gioco dell'impiccato (Hangman), regia di Johnny Martin (2017)
- Half Magic, regia di Heather Graham (2018)
- Chosen Family, regia di Heather Graham (2024)

#### Televisione
- Club Land, regia di Saul Rubinek - film TV (2001)
- Chuck - serie TV, episodio 1x01 (2007)
- E.R. - Medici in prima linea (ER) - serie TV, episodio 14x12 (2008)
- Dead at 17, regia di Douglas Jackson - film TV (2008)
- Leverage - Consulenze illegali (Leverage) - serie TV, episodio 2x11 (2010)
- Smallville - serie TV, episodio 9x15 (2010)
- Le regole dell'amore (Rules of Engagement) - serie TV, episodio 5x09 (2010)
- Rizzoli & Isles - serie TV, episodio 3x02 (2012)

### Produttrice
- Of Dust and Bones, regia di Diane Bell (2016)
- The Story Won't Die, regia di David Henry Gerson (2021)
- Navalny, regia di Daniel Roher (2022)

## Doppiatrici italiane
Nelle versioni in italiano delle opere in cui ha recitato, Odessa Rae è stata doppiata da:
- Monica Ward in Smallville
- Emanuela Damasio in Leverage - Consulenze illegali

## Riconoscimenti
- Premio Oscar
  - 2023 - Miglior documentario per Navalny[11]
- BAFTA
  - 2023 - Miglior documentario per Navalny[12]